# Криж (Коменда)
Криж (словен. Križ) — поселення в общині Коменда, Осреднєсловенський регіон, Словенія. Висота над рівнем моря: 349,8 м.